# 서칼리만탄주

서칼리만탄주의 위치

서칼리만탄주(인도네시아어: Provinsi Kalimantan Barat 쁘로빈시 깔리만딴 바랏[*])는 인도네시아의 주 가운데 하나로, 칼리만탄 지방(인도네시아의 영토에 속해 있는 보르네오섬 남쪽 지역)을 구성하는 다섯 개의 주 가운데 하나이다. 한자 가차는 서가리만단(西加里曼丹)의 줄임말인 서가(西加)로도 불린다. 주도는 폰티아낙이며 인구는 4,393,239명(2010년 기준), 면적은 146,807km2이다. 주도 폰티아낙은 적도 아래쪽에 위치하고 있다.
카푸아스강의 분수령에 둘러싸인 산맥과 경계를 맞대고 있기 때문에 주의 대부분 지역에는 카푸아스강이 흐른다. 2개 시(폰티아낙, 싱카왕)와 12개 현(삼바스현, 븡카양현, 믐파와현, 크타팡현, 란닥현, 상가우현, 스카다우현, 신탕현, 믈라위현, 카푸아스훌루현, 쿠부라야현, 카용우타라현)으로 구성되어 있으며 인구의 약 29%는 주도 폰티아낙에 거주한다.
수카르노 정권 시기인 1960년대 중반 서칼리만탄주에서는 인도네시아와 말레이시아 사이의 무력 충돌이 일어났지만 1965년 수하르토가 수카르노를 실각시키면서 양국의 무력 충돌은 일찍 종식되었다. 인도네시아와 말레이시아 양국의 무력 충돌이 계속되는 동안 이 곳에서는 인도네시아 정부로부터 불법 단체로 지정된 인도네시아 공산당을 지원하는 무장 세력이 조직되었고 그로 인해 10년 동안에 걸친 수하르토 군사 정부와의 내전이 계속되었다.

서칼리만탄주의 기
서칼리만탄주의 문장

## 행정 구역
| #  | 이름                    | 인도네시아어 이름         | 한자     | 인구      | 면적       |
| -- | ----------------------- | ------------------------- | -------- | --------- | ---------- |
| 1  | 폰티아낙시              | Kota Pontianak            | -        | 573,751   | 107.80     |
| 2  | 싱카왕시 (산구양시)     | Kota Singkawang           | 山口洋市 | 192,844   | 504.00     |
| 3  | 삼바스현                | Kabupaten Sambas          | -        | 513,100   | 6,716.52   |
| 4  | 븡카양현                | Kabupaten Bengkayang      | -        | 222,645   | 5,075.48   |
| 5  | 믐파와현                | Kabupaten Mempawah        | -        | 242,031   | 2,797.88   |
| 12 | 크타팡현                | Kabupaten Ketapang        | -        | 442,090   | 31,240.74  |
| 6  | 란닥현                  | Kabupaten Landak          | -        | 340,931   | 8,915.10   |
| 7  | 상가우현                | Kabupaten Sanggau         | -        | 422,448   | 12,857.80  |
| 8  | 스카다우현              | Kabupaten Sekadau         | -        | 187,851   | 5,444.20   |
| 9  | 신탕현                  | Kabupaten Sintang         | -        | 377,243   | 21,638.20  |
| 11 | 믈라위현                | Kabupaten Melawi          | -        | 184,759   | 10,640.80  |
| 10 | 카푸아스훌루현          | Kabupaten Kapuas Hulu     | -        | 229,764   | 29,842.00  |
| 13 | 쿠부라야현 (대쿠부현)   | Kabupaten Kubu Raya       | -        | 518,116   | 6,958.22   |
| 14 | 카용우타라현 (북카용현) | Kabupaten Kayong Utara    | -        | 98,866    | 4,568.26   |
|    | 서칼리만탄주            | Provinsi Kalimantan Barat | -        | 4,546,439 | 147,307.00 |

## 인구
| 연도                                           | 인구      | ±%     |
| ---------------------------------------------- | --------- | ------ |
| 1971                                           | 2,019,936 | —      |
| 1980                                           | 2,486,068 | +23.1% |
| 1990                                           | 3,229,153 | +29.9% |
| 1995                                           | 3,635,730 | +12.6% |
| 2000                                           | 4,034,178 | +11.0% |
| 2005                                           | 4,052,345 | +0.5%  |
| 2010                                           | 4,395,983 | +8.5%  |
| 2015                                           | 4,783,209 | +8.8%  |
| 2020                                           | 5,414,390 | +13.2% |
| 2023                                           | 5,623,328 | +3.9%  |
| Source: Badan Pusat Statistik 2024 and earlier |           |        |

## 종교
2010년에 인구의 종교:
| # | 종교                     | 인구      | 백분율 |
| - | ------------------------ | --------- | ------ |
| 1 | 이슬람교                 | 2,603,318 | 59.22% |
| 2 | 기독교 (천주교와 개신교) | 1,508,622 | 34.32% |
| 3 | 불교                     | 237,741   | 5.41%  |
| 4 | 유교                     | 29,737    | 0.68%  |
| 5 | 힌두교                   | 2,708     | 0.06%  |

## 관광지
- 증기폭포
- 적도 기념비